# Breutelia aristifolia
Breutelia aristifolia là một loài rêu trong họ Bartramiaceae. Loài này được Zanten mô tả khoa học đầu tiên năm 1964.